# Деревской, Юрий Иванович
Ю́рий Ива́нович Деревско́й (5 мая 1929, с. Оскуй, Ленинградская область — 28 декабря 2014, Киров) — советский партийный и государственный деятель, первый секретарь Кировского горкома КПСС (1968—1983).

## Биография
В 1954 году окончил Ленинградский Военно-механический институт, после чего работал начальником технического бюро, начальником цеха Вятско-Полянского машиностроительного завода, затем — главным инженером ремонтно-механического объединения «Кировлеспром» (1955—1958), директором ремонтно-механического завода «Кировлеспром» (1958—1961).
С 1961 года — на партийной и государственной работе: заведующий промышленно-транспортным отделом Кировского горкома КПСС, с 1962 г. — первый заместитель председателя исполкома Кировского городского Совета народных депутатов. В 1965—1968 гг. — председатель исполкома Кировского городского Совета народных депутатов. В 1968—1983 гг. — первый секретарь Кировского горкома КПСС. Инициировал и организовал строительство в Кирове стационарного цирка, диорамы, Октябрьского проспекта, Дворца пионеров «Мемориал», Дворца бракосочетания, Дома художника, водовода (от Корчемкино до площади XX партсъезда); в 1974 году Киров впервые отметил День города. Способствовал возведению объектов здравоохранения, а также более 3 миллионов квадратных метров жилья. За этот период город Киров 11 лет подряд признавался победителем во Всесоюзном социалистическом соревновании с награждением переходящим Красным знаменем ЦК КПСС, Совета Министров СССР, ВЦСПС и ЦК ВЛКСМ; в 1974 году город Киров был награждён орденом Трудового Красного Знамени.
В 1983—1989 гг. — первый заместитель, заместитель председателя исполкома Кировского областного совета народных депутатов. В 1989—1996 гг. — заместитель директора Кировского областного художественного музея им. Васнецовых. Возглавлял совет почётных граждан города Кирова и совет старейшин при главе города Кирова.

### Семья
Жена — Лидия Александровна,
- две дочери,
  - двое внуков, правнучка.

## Награды
- орден «Знак Почёта» (1966)
- два ордена Трудового Красного Знамени (1971, 1976)
- Почётная Грамота Президиума Верховного Совета РСФСР (1979)
- орден Дружбы народов (1981)
- звание «Заслуженный работник культуры РФ» (1996)
- звание «Почётный гражданин города Кирова» (1999)[2]
- почётный знак «За заслуги перед городом» (2009)
- почётный знак «За заслуги перед Кировской областью» (2014)